# 83 Ursae Majoris
Désignations
83 Ursae Majoris (en abrégé 83 UMa) est une étoile binaire candidate de la constellation boréale de la Grande Ourse. Brillant à la cinquième magnitude, elle est visible à l'œil nu dans de bonnes conditions d'observations. Elle est située juste à côté de la 2e étoile en partant du manche de la « casserole ». Le système présente une parallaxe annuelle de 6,23 mas mesurée par le satellite Hipparcos, ce qui indique qu'il est distant d'environ ∼ 520 a.l. (∼ 159 pc) de la Terre. Il se rapproche du Système solaire à une vitesse radiale de −18,6 km/s.
83 Ursae Majoris est une étoile variable semi-régulière de sous-type SRb dont la magnitude apparente varie légèrement entre 4,61 et 4,71 ; elle a donc reçu la désignation de IQ Ursae Majoris. Percy et Au (1994) l'ont identifiée comme une variable rouge à faible amplitude qui présente un comportement irrégulier à fine échelle, mais avec une échelle de temps caractéristique de 20 jours à plus grande échelle.
La composante visible est une étoile géante rouge évoluée de type spectral M2 III. C'est une étoile à baryum marginale, qui montre une un enrichissement en éléments issus du processus s dans son atmosphère. Ces éléments pourraient avoir été acquis durant un ancien transfert de masse avec un compagnon désormais devenu une naine blanche, ou ils pourraient avoir été formés par l'étoile elle-même, puis remontés lors d'un processus de dredge-up durant la branche asymptotique des géantes.